# Ulrich Kampffmeyer
Ulrich Kampffmeyer (født 12. april 1952 i Hameln, Tyskland) er en tysk informationsforsker, rådgiver og forfatter, kendt som en af pionererne inden for digital informationsstyring og dokumenthåndtering i Europa. Han er særligt anerkendt for sin indsats i udviklingen af standarder som MoReq2 og ISO 14721 (OAIS Open Archive Information System).

## Uddannelse
Kampffmeyer studerede forhistorisk og tidlig historie samt nærorientalsk arkæologi ved Georg-August-Universität Göttingen, hvor han opnåede titlen M.A. og senere Dr.phil. Hans speciale omfattede anvendelse af naturvidenskabelige og computerbaserede metoder i arkæologien. Senere fulgte han et diplomstudium i informatologi og jordbundsanalyse ved Christian-Albrechts-Universität zu Kiel. I 2000 modtog han en Master of Information Technology (MIT) fra AIIM International i USA.

## Karrierens hovedtræk
I 1992 grundlagde han PROJECT CONSULT Unternehmensberatung GmbH  i Hamborg, som han ledede frem til sin pensionering. Han arbejdede som strategisk rådgiver for virksomheder, myndigheder og internationale organisationer. Kampffmeyer var også en nøgleperson i udformningen af europæiske retningslinjer og forskrifter for informationsstyring, herunder bidrag til MoReq2-specifikationen under DLM Forum samt anvendelsen af den internationale standard OAIS for digital langtidsopbevaring.

## Faglige bidrag og betydning
Dr. Kampffmeyer har haft en betydelig indflydelse på udviklingen af begreber som Enterprise Content Management (ECM), Information Governance, Records Management og Intelligent Information Management. Han har været en aktiv deltager i standardiseringsorganer og professionelle netværk som AIIM Assocciation for Intelligent Information Management (USA), IMC International Information Management Congress (USA) og VOI Verband Organisations- und Informationssysteme (Tyskland), og har holdt foredrag og seminarer i mere end 20 lande.

## Udvalgte publikationer
En række af hans værker anses for banebrydende inden for fagområdet :
- Dokumentenmanagement: Grundlagen und Zukunft (1999)
- ECM – Enterprise Content Management (2006)
- Dokumenten-Technologien: Wohin geht die Reise? (2003)
- Breaking the Barriers of Traditional Records Management (DLM Forum, 2008)
- PROJECT CONSULT Newsletter (1999-2021; DNB.de)
- Information Governance: A Primer (ResearchGate, 2023)
- 30 Jahre PROJECT CONSULT – Rückblick und Ausblick (Akademia, 2022)

En komplet oversigt med over 1000 bidrag som fuldtekst findes også på PROJECT CONSULTs open content publikationers hjemmeside.

## Anerkendelser
Dr. Kampffmeyer har modtaget priser og hædersbevisninger for sin indsats, herunder:
- AIIM Association of Intelligent Information Management international - Fellow (USA); Board of Directors
- IMC International Information Management Congress - Fellow of Merit (USA); Board of Directors
- Æresmedlem i forskellige faglige fora, herunder VOI (Verband Organisations- und Informationssysteme e.V.; Grundlægger i 1991 og bestyrelsesformand indtil 1998)